# Ovassiminea
Ovassiminea is een geslacht van weekdieren uit de klasse van de Gastropoda (slakken).

## Soorten
- Ovassiminea annulata Hallan, Fukuda & Kameda, 2015
- Ovassiminea dohrniana (G. Nevill, 1880)
- Ovassiminea microscopica (Brandt, 1968)
- Ovassiminea miskellyi Hallan, Fukuda & Kameda, 2015
- Ovassiminea obtusa (Wattebled, 1886)